# يوشينوري هودو
يوشينوري هودو (باليابانية: 兵頭 由教) (مواليد 19 سبتمبر 1979)، هو لاعب كرة قدم سابق كان يلعب كلاعب وسط.